# Gregor der Große (Ursulakapelle Geisling)

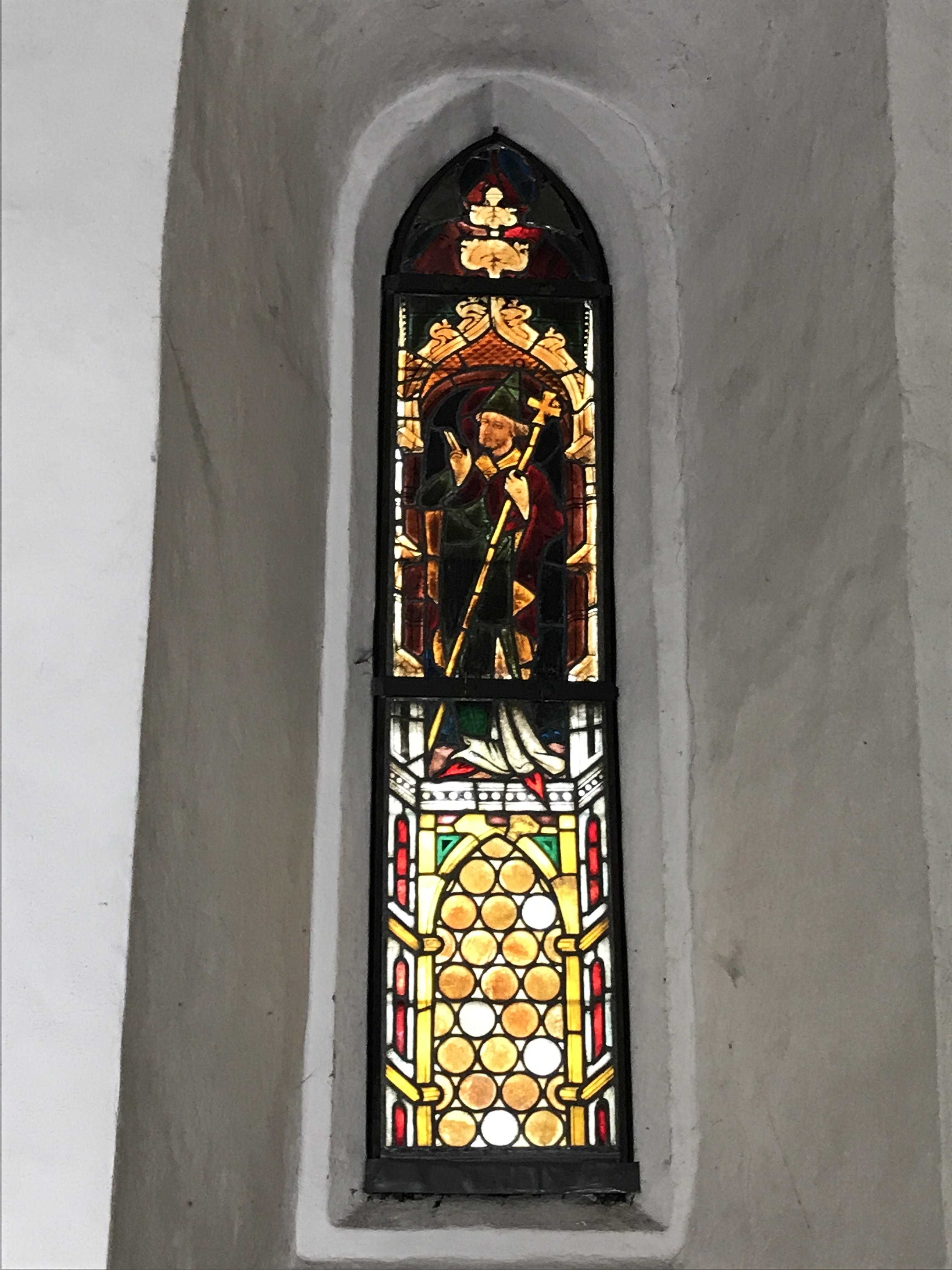
Fenster mit der Darstellung von Gregor dem Großen in Geisling

Das Fenster mit der Darstellung von Gregor dem Großen in der Ursulakapelle in Geisling, einem Gemeindeteil von Pfatter im oberpfälzischen Landkreis Regensburg in Bayern, wurde um 1365 in der Werkstatt von Heinrich Menger in Regensburg geschaffen.
Die Darstellung des heiligen Gregor wurde in eine einfache Fensterlanzette bestehend aus zwei Rechteckfeldern und einer Kopfscheibe eingesetzt. Der ursprünglich blaue Hintergrund und der rosafarbige Mantel des Heiligen sind durch Korrosion vollständig verdunkelt. In der Kopfscheibe sind mehrere Blattquadrate erneuert. Die seitlichen Zwickel der ursprünglich genasten Scheibe wurden im Zuge der Restaurierung im Jahr 1907 angesetzt.
Der heilige Gregor hält in seiner linken Hand einen Kreuzstab, eine Insigne, die allein dem Papst zusteht.
Daniel Parello schreibt (S. 131): „Der Heilige in Pontifikaltracht wendet sich in spiegelbildlicher Entsprechung zu Petrus nach links; in seiner Linken hält er den schräg gestellten Kreuzstab, mit seiner rechten erhobenen Hand erteilt er den Segen. Der Papst trägt wie alle männlichen Heiligen in Geisling halblanges, leicht gewelltes Haar und einen zarten Bart.“